# 科斯泰什蒂丁瓦萊鄉
44°39′N 25°29′E / 44.650°N 25.483°E
科斯泰什蒂丁瓦萊鄉（羅馬尼亞語：Comuna Costeștii din Vale, Dâmbovița），是羅馬尼亞的鄉份，位於該國南部，由登博維察縣負責管轄，處於布加勒斯特以西50公里，每年平均降雨量1,001毫米，海拔高度156米，2007年人口3,467。